# Dimeria agasthyamalayana
Dimeria agasthyamalayana är en gräsart som beskrevs av Kiran Raj och N. Ravi. Dimeria agasthyamalayana ingår i släktet Dimeria och familjen gräs. Inga underarter finns listade i Catalogue of Life.